# Tymianki-Adamy
Tymianki-Adamy (prononciation : [tɨˈmjaŋki aˈdamɨ]) est un village polonais de la gmina de Boguty-Pianki dans le powiat d'Ostrów Mazowiecka de la voïvodie de Mazovie dans le centre-est de la Pologne.
Il se situe à environ 8 kilomètres au sud de Boguty-Pianki (siège de la gmina), 39 kilomètres à l'est d'Ostrów Mazowiecka (siège du powiat) et à 110 kilomètres au nord-est de Varsovie (capitale de la Pologne).
Le village compte approximativement une population de 120 habitants en 2006.

## Histoire
De 1975 à 1998, le village appartenait administrativement à la voïvodie de Łomża.